# Saintéloc Racing
Saintéloc Racing est une écurie française de sport automobile basée à Saint-Étienne et fondée en 2004 par Sébastien Chétail.
Les programmes de Saintéloc Racing s'articulent autour de trois grands axes : le circuit (GT World Challenge Europe, GT4 European Series, Championnat de France FFSA GT, Intercontinental GT Challenge, et Formule 4 depuis 2022), le rallye (WRC, ERC) et le Trophée Andros.

## Fondation et situation
Le Team Saintéloc a vu le jour en décembre 2004 sous l'impulsion de Sébastien Chetail. Cet ancien chef des ventes d'un groupe automobile a été vice-champion d'Europe 2002 de karting.
Basée à Saint-Étienne dans le département de la Loire, Saintéloc Racing dispose d'une équipe composée d'ingénieurs, mécaniciens, logisticiens et coordinateurs.

## Activités
L’écurie est organisée en deux pôles principaux : circuit et rallye. Vincent Ducher est le responsable de la division rallye.
En rallye, ses programmes principaux s’articulent autour du championnat du monde WRC et du championnat d’europe ERC, avec la Citroën C3 Rally2, après avoir durant de nombreuses années participé au programme Peugeot Rally Academy.
En circuit, GT World Challenge Europe, Intercontinental GT Challenge, FFSA GT, GT4 European Series, Roscar, ou encore 24H Series sont les championnats dans lesquels l'écurie engage régulièrement des Audi R8 LMS GT3 et Audi R8 LMS GT4. L'équipe a représenté à plusieurs reprises Audi Sport en Intercontinental GT Challenge, avec comme principal résultat la victoire aux TotalEnergies 24 Heures de Spa en 2017.
Le eTrophée Andros fait également partie des séries où est engagée l’écurie. Saintéloc propose des locations de structures et de véhicules pour l’ensemble de ces événements.
En 2022, l'équipe annonce créer une division monoplace, en rejoignant le championnat d'Espagne et celui des Émirats arabes unis de Formule 4, sous la direction de Morgan Caron, avec pour responsable technique Julien Simon-Chautemps. L'équipe remporte son premier titre avec Théophile Naël lors de sa première saison complète en 2023[réf. souhaitée].

## Résultats

### Formule Régionale Europe
| Formule Régionale Europe | Formule Régionale Europe | Formule Régionale Europe | Formule Régionale Europe | Formule Régionale Europe | Formule Régionale Europe | Formule Régionale Europe | Formule Régionale Europe | Formule Régionale Europe | Formule Régionale Europe |
| Année                    | Voiture                  | Pilotes                  | Courses                  | Victoires                | Podiums                  | Points                   | Classement pilote        | Classement équipe        |                          |
| ------------------------ | ------------------------ | ------------------------ | ------------------------ | ------------------------ | ------------------------ | ------------------------ | ------------------------ | ------------------------ | ------------------------ |
| 2023                     | Tatuus–Alpine            | Emerson Fittipaldi Jr.   | 20                       | 0                        | 0                        | 4                        | 24e                      | 9e                       |                          |
| 2023                     | Tatuus–Alpine            | Esteban Masson           | 12                       | 0                        | 1                        | 39                       | 16e                      | 9e                       |                          |
| 2023                     | Tatuus–Alpine            | Lucas Medina             | 12                       | 0                        | 0                        | 0                        | 34e                      | 9e                       |                          |
| 2023                     | Tatuus–Alpine            | Pierre-Louis Chovet      | 2                        | 0                        | 0                        | 0                        | NC†                      | 9e                       |                          |
| 2023                     | Tatuus–Alpine            | Tymek Kucharczyk         | 2                        | 0                        | 0                        | 0                        | NC†                      | 9e                       |                          |
| 2024                     | Tatuus–Alpine            | Matteo de Palo           | 20                       | 0                        | 0                        | 29                       | 17e                      | 5e                       |                          |
| 2024                     | Tatuus–Alpine            | Théophile Naël           | 20                       | 1                        | 1                        | 81                       | 9e                       | 5e                       |                          |
| 2024                     | Tatuus–Alpine            | Edgar Pierre             | 20                       | 0                        | 0                        | 0                        | 31e                      | 5e                       |                          |
| 2025                     | Tatuus–Alpine            | Nikita Bedrin            |                          |                          |                          |                          | e                        | e                        |                          |
| 2025                     | Tatuus–Alpine            | Yaroslav Veselaho        |                          |                          |                          |                          | e                        | e                        |                          |
| 2025                     | Tatuus–Alpine            | Tim Gerhards             |                          |                          |                          |                          | e                        | e                        |                          |

† Conducteur auxiliaire, sans points.

### Formule Régionale Moyen-Orient
| Formule Régionale Moyen-Orient | Formule Régionale Moyen-Orient | Formule Régionale Moyen-Orient | Formule Régionale Moyen-Orient | Formule Régionale Moyen-Orient | Formule Régionale Moyen-Orient | Formule Régionale Moyen-Orient | Formule Régionale Moyen-Orient | Formule Régionale Moyen-Orient | Formule Régionale Moyen-Orient |
| Année                          | Voiture                        | Pilotes                        | Courses                        | Victoires                      | Podiums                        | Points                         | Classement pilote              | Classement équipe              |                                |
| ------------------------------ | ------------------------------ | ------------------------------ | ------------------------------ | ------------------------------ | ------------------------------ | ------------------------------ | ------------------------------ | ------------------------------ | ------------------------------ |
| 2024                           | Tatuus–Alfa Romeo              | Théophile Naël                 | 15                             | 1                              | 3                              | 75                             | 11e                            | 5e                             |                                |
| 2024                           | Tatuus–Alfa Romeo              | Matteo De Palo                 | 6                              | 0                              | 0                              | 8                              | 18e                            | 5e                             |                                |
| 2024                           | Tatuus–Alfa Romeo              | José Garfias                   | 9                              | 0                              | 0                              | 0                              | 27e                            | 5e                             |                                |
| 2024                           | Tatuus–Alfa Romeo              | Pedro Clerot                   | 6                              | 0                              | 0                              | 0                              | 28e                            | 5e                             |                                |
| 2024                           | Tatuus–Alfa Romeo              | Enzo Peugeot                   | 6                              | 0                              | 0                              | 0                              | 25e                            | 5e                             |                                |
| 2024                           | Tatuus–Alfa Romeo              | Noah Strømsted                 | 3                              | 0                              | 0                              | 0                              | 29e                            | 5e                             |                                |
| 2025                           | Tatuus–Alfa Romeo              | Théophile Naël                 | 9                              | 0                              | 3                              | 125                            | 7e                             | 5e                             |                                |
| 2025                           | Tatuus–Alfa Romeo              | Nikita Bedrin                  | 6                              | 1                              | 4                              | 92                             | 11e                            | 5e                             |                                |
| 2025                           | Tatuus–Alfa Romeo              | Lorenzo Castillo               | 6                              | 0                              | 0                              | 0                              | 31e                            | 5e                             |                                |
| 2025                           | Tatuus–Alfa Romeo              | Yaroslav Veselaho              | 15                             | 0                              | 0                              | 0                              | 26e                            | 5e                             |                                |
| 2025                           | Tatuus–Alfa Romeo              | Jakob Bergmeister              | 3                              | 0                              | 0                              | 0                              | 35e                            | 5e                             |                                |

† Conducteur auxiliaire, sans points.

### Eurocup-3
| Eurocup-3 | Eurocup-3         | Eurocup-3           | Eurocup-3 | Eurocup-3 | Eurocup-3 | Eurocup-3 | Eurocup-3         | Eurocup-3         | Eurocup-3 |
| Année     | Voiture           | Pilotes             | Courses   | Victoires | Podiums   | Points    | Classement pilote | Classement équipe |           |
| --------- | ----------------- | ------------------- | --------- | --------- | --------- | --------- | ----------------- | ----------------- | --------- |
| 2023      | Tatuus–Alfa Romeo | Dario Cabanelas     | 8         | 0         | 0         | 5         | 18e               | 6e                |           |
| 2024      | Tatuus–Alfa Romeo | Alexander Abkhazava | 16        | 1         | 2         | 76        | 9e                | 3e                |           |
| 2024      | Tatuus–Alfa Romeo | José Garfias        | 12        | 0         | 0         | 52        | 10e               | 3e                |           |
| 2024      | Tatuus–Alfa Romeo | Daniel Nogales      | 16        | 0         | 0         | 23        | 15e               | 3e                |           |
| 2024      | Tatuus–Alfa Romeo | Diego de la Torre   | 16        | 0         | 0         | 0         | 24e               | 3e                |           |
| 2024      | Tatuus–Alfa Romeo | Yevan David         | 2         | 0         | 0         | 7         | 19e               | 3e                |           |
| 2024      | Tatuus–Alfa Romeo | Finley Green        | 3         | 0         | 0         | 0         | 32e               | 3e                |           |
| 2024      | Tatuus–Alfa Romeo | James Hedley        | 2         | 0         | 0         | 0         | NC†               | 3e                |           |
| 2024      | Tatuus–Alfa Romeo | Matteo Quintarelli  | 2         | 0         | 0         | 0         | NC†               | 3e                |           |
| 2025      | Tatuus–Alfa Romeo | Garrett Berry       |           |           |           |           | e                 | e                 |           |
| 2025      | Tatuus–Alfa Romeo | Lorenzo Castillo    |           |           |           |           | e                 | e                 |           |

† Conducteur auxiliaire, sans points.

### Formule 4 espagnole
| Formule 4 espagnole | Formule 4 espagnole | Formule 4 espagnole | Formule 4 espagnole | Formule 4 espagnole | Formule 4 espagnole | Formule 4 espagnole | Formule 4 espagnole | Formule 4 espagnole | Formule 4 espagnole |
| Année               | Voiture             | Pilotes             | Courses             | Victoires           | Podiums             | Points              | Classement pilote   | Classement équipe   |                     |
| ------------------- | ------------------- | ------------------- | ------------------- | ------------------- | ------------------- | ------------------- | ------------------- | ------------------- | ------------------- |
| 2022                | Tatuus–Abarth       | Théophile Naël      | 12                  | 0                   | 0                   | 11                  | 19e                 | 7e                  |                     |
| 2022                | Tatuus–Abarth       | Theodor Jensen      | 9                   | 0                   | 0                   | 0                   | 30e                 | 7e                  |                     |
| 2022                | Tatuus–Abarth       | Ethan Ischer        | 3                   | 0                   | 0                   | 0                   | 34e                 | 7e                  |                     |
| 2022                | Tatuus–Abarth       | Carl Bennett        | 3                   | 0                   | 0                   | 0                   | NC†                 | 7e                  |                     |
| 2023                | Tatuus–Abarth       | Théophile Naël      | 21                  | 8                   | 14                  | 314                 | Champion            | 3e                  |                     |
| 2023                | Tatuus–Abarth       | Luciano Morano      | 21                  | 0                   | 0                   | 0                   | 28e                 | 3e                  |                     |
| 2023                | Tatuus–Abarth       | Theodor Jensen      | 21                  | 0                   | 0                   | 0                   | 29e                 | 3e                  |                     |
| 2023                | Tatuus–Abarth       | Sebastian Murray    | 3                   | 0                   | 0                   | 0                   | 38e                 | 3e                  |                     |

† Conducteur auxiliaire, sans points.

### Formule 4 UAE
| 2023 | Tatuus–Abarth | Théophile Naël       | 15 | 0 | 0 | 49 | 11e | 10e |
| 2023 | Tatuus–Abarth | Theodor Jensen       | 15 | 0 | 0 | 0  | 37e | 10e |
| 2023 | Tatuus–Abarth | Luciano Morano       | 15 | 0 | 0 | 0  | 45e | 10e |
| 2024 | Tatuus–Abarth | Matteo Quintarelli   | 15 | 0 | 0 | 42 | 13e | 8e  |
| 2024 | Tatuus–Abarth | Maximiliano Restrepo | 15 | 0 | 0 | 0  | 36e | 8e  |
| 2024 | Tatuus–Abarth | Yevan David          | 15 | 0 | 0 | 0  | 26e | 8e  |
| 2024 | Tatuus–Abarth | Raphaël Narac        | 6  | 0 | 0 | 4  | 23e | 8e  |
| 2024 | Tatuus–Abarth | Aurelia Nobels       | 6  | 0 | 0 | 0  | 38e | 8e  |

## Palmarès

### Circuit
GT3
- Victoire aux TotalEnergies 24 Heures de Spa 2017 avec Markus Winkelhock - Christopher Haase - Jules Gounon (Audi R8 LMS GT3)[2]
- Victoire aux 8 Heures d'Indianapolis 2021 avec Patric Niederhauser - Markus Winkelhock - Christopher Haase (Audi R8 LMS GT3)[3]
- Champion Silver Cup Pilotes et Teams GT World Challenge Europe Sprint Cup 2020 avec Simon Gachet et Steven Palette (Audi R8 LMS GT3)[4]
- Champion Pilotes et Teams Blancpain GT Series Sprint Cup Pro-Am 2018 avec Nyls Stievenart et Markus Winkelhock (Audi R8 LMS GT3)[5]
- Vainqueur du GT3 Gentlemen Trophy en 2012 avec les pilotes Robert Hissom et Pierre Hirschi

GT4
- Champion d'Europe GT4 European Series 2022 (Silver Cup) Pilotes et Teams avec Erwan Bastard et Roee Meyuhas (Audi R8 LMS GT4)
- Champion de France FFSA GT 2022 (Silver Cup) Pilotes et Teams avec Erwan Bastard et Roee Meyuhas (Audi R8 LMS GT4)
- Champion d'Europe GT4 European Series 2021 (Pro-Am) Pilotes et Teams avec Fabien Michal et Grégory Guilvert (Audi R8 LMS GT4)
- Trois titres de Champion de France FFSA GT (2018 / 2019 / 2020) avec les pilotes Fabien Michal et Grégory Guilvert.

### Rallye

#### WRC
Titre WRC-3 2021 avec Yohan Rossel (Citroën C3 Rally2)

#### ERC
Titre ERC 2020 avec Alexey Lukyanuk (Citroën C3 Rally2)

#### Championnat de France des rallyes

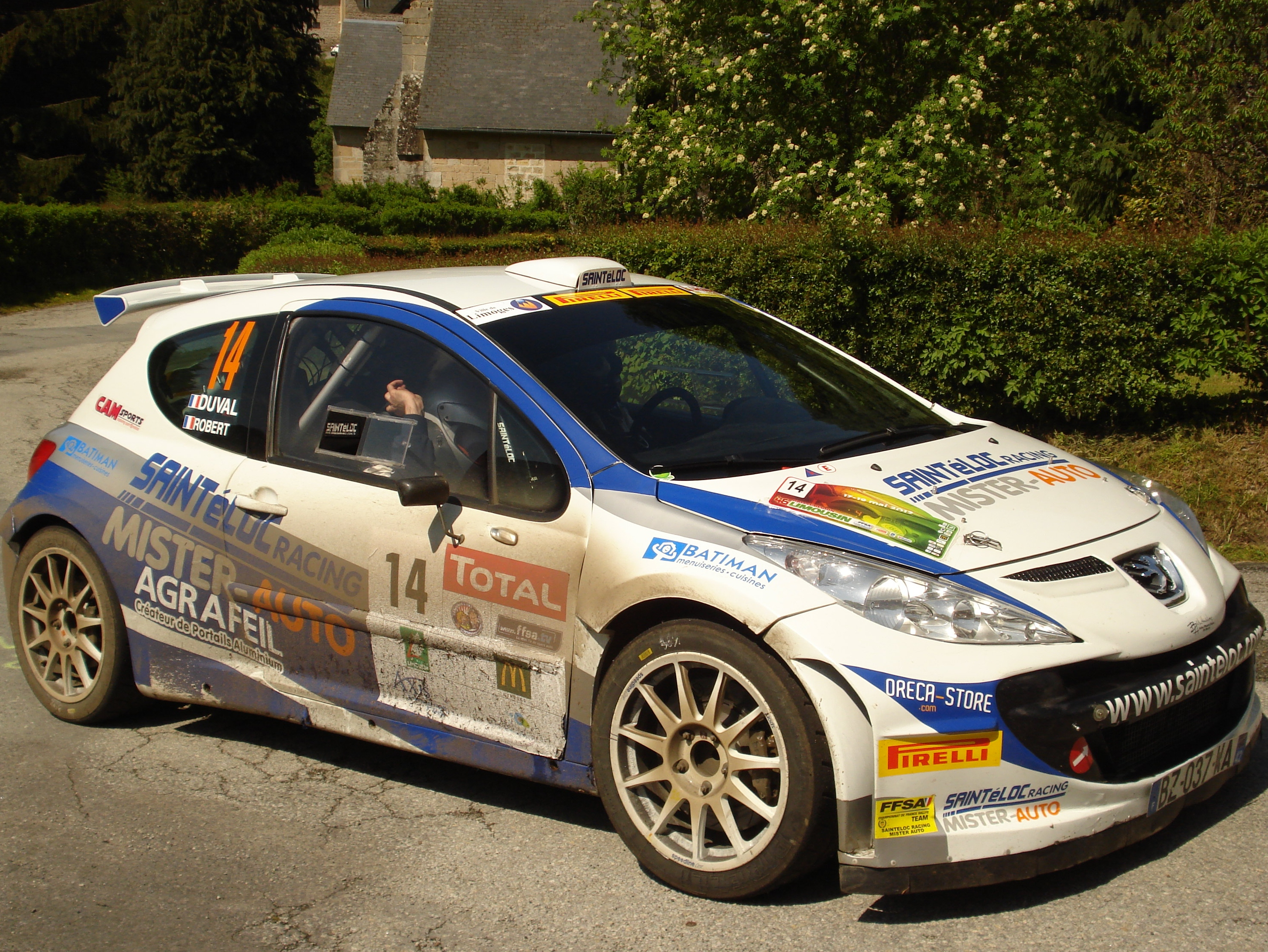
Cédric Robert et Matthieu Duval au Rallye du Limousin 2012

Titres Équipes 2011 et 2012

#### ‌ e-Trophée Andros
Vainqueurs :
Jean-Philippe Dayraut (3 titres)
- 2010 ( Škoda Fabia)
- 2011 ( BMW Série 1)
- 2013 ( Mini Countryman)

Aurélien Panis (3 titres)
- 2020 ( Audi A1)
- 2023 ( Audi A1)
- 2024 ( Audi A1)

## Pilotes et anciens pilotes
- Cédric Robert
- Mathieu Arzeno
- Craig Breen
- Jean-Philippe Dayraut
- Grégory Guilvert
- David Hallyday
- Marc Sourd
- Julien Fébreau
- Fabien Michal

- Viny Beltramelli
- Théophile Naël